# Carpolyza
Carpolyza é um género botânico pertencente à família amaryllidaceae.

## Espécies
- Carpolyza spiralis
- Carpolyza stellaris
- Carpolyza tenella